# Tournée de l'équipe de Nouvelle-Zélande de rugby à XV en 1986
L'équipe de Nouvelle-Zélande de rugby à XV en tournée en 1986 est la troisième équipe des  All Blacks à se déplacer principalement  en France dans le cadre d'une tournée, après 1977 et 1981. 
Lors de cette tournée, All Blacks disputent huit rencontres, dont deux test match contre les Français et un match contre les Barbarians français. Leur bilan est de sept victoires pour une défaite, lors du deuxième test à Nantes.

## Historique

### Préambule
L'équipe de France, victorieuse du Tournoi des Cinq Nations 1986 à égalité avec l'Écosse, a effectué en juin une tournée dans l'hémisphère sud, une défaite et une victoire face aux Argentins, une défaite face aux Australiens et un test en Nouvelle-Zélande. Elle est initialement jugée favorite pour cette rencontre, la Nouvelle-Zélande alignant une majorité de joueurs n'ayant jamais porté le maillot des All Blacks, surnommés baby blacks (seuls David Kirk, Arthur Stone (en), Brian McGrattan (en) et John Kirwan sont déjà été sélectionné,), les titulaires étant suspendu pour s'être rendu pour une tournée non autorisée en Afrique du Sud sous le nom des Cavaliers. Les jeunes Néo-Zélandais remportent la rencontre sur le score de 18 à 6,. Les All blacks ont ensuite perdu la Bledisloe Cup dans une série disputé sur leur sol face aux Australiens et perdue deux matchs à un , première victoire des Australiens lors d'une série de tests en Nouvelle-Zélande depuis 1949.

### Premier test-match
France-Nouvelle-Zélande 7-19
Points marqués :
- France : 1 essai de Sella (41e), 1 pénalité de Bérot (38e)
- Nouvelle-Zélande : 1 essai de Shelford (65e), 3 pénalités de Crowley (46e, 77e, 81e), 2 drops Crowley (27e) et Stone (34e)

France : Serge Blanco - Marc Andrieu, Philippe Sella, Éric Bonneval, Philippe Bérot - Jean-Patrick Lescarboura (Franck Mesnel 86e), Pierre Berbizier - Alain Carminati (Dominique Erbani 45e), Éric Champ, Laurent Rodriguez - Jean Condom, Alain Lorieux - Jean-Pierre Garuet, Daniel Dubroca , Hervé Chabowski
Nouvelle-Zélande : Kieran Crowley - John Kirwan, Joe Stanley,  Arthur Stone, Craig Green - Frano Botica, David Kirk - Wayne Shelford, Jock Hobbs , Mike Brewer - Gary Whetton, Murray Pierce - John Drake, Sean Fitzpatrick, Steve McDowall
Arbitre : M. Strydom  Afrique du Sud

### Second test-match
France - Nouvelle-Zélande 16 - 3
- France : 2 essais Charvet (58e), Lorieux (80e) 1 transformation Bérot (58e, 2 pénalités Berot (19e, 70e)
- Nouvelle-Zélande : 1 pénalité Crowley (25e)

France : Serge Blanco - Éric Bonneval, Denis Charvet, Philippe Sella, Philippe Bérot - Franck Mesnel, Pierre Berbizier - Laurent Rodriguez Dominique Erbani, Éric Champ - Jean Condom - Alain Lorieux - Jean-Pierre Garuet, Daniel Dubroca , Pascal Ondarts
Nouvelle-Zélande : Kieran Crowley - John Kirwan, Joe Stanley,  Arthur Stone, Craig Green - Frano Botica, David Kirk - Wayne Shelford (Kevin Boroevich (en) 60e), Jock Hobbs , Mike Brewer - Gary Whetton (Andy Earl 52e), Murray Pierce - John Drake, Sean Fitzpatrick, Steve McDowall
Arbitre : M. Strydom  Afrique du Sud

## Résultats des test-matchs
| No | Date             | Lieu                          | Match                     | Score  | Compétition |
| -- | ---------------- | ----------------------------- | ------------------------- | ------ | ----------- |
| 1  | 8 novembre 1986  | Stadium, Toulouse             | France – Nouvelle-Zélande | 7 – 19 | test match  |
| 2  | 15 novembre 1986 | Stade de la Beaujoire, Nantes | France – Nouvelle-Zélande | 16 – 3 | test match  |